# Oak Ridge (Carolina do Norte)
Oak Ridge é uma cidade  localizada no estado norte-americano de Carolina do Norte, no Condado de Guilford.

## Demografia
Segundo o censo norte-americano de 2000, a sua população era de 3988 habitantes.
Em 2006, foi estimada uma população de 4295, um aumento de 307 (7.7%).

## Geografia
De acordo com o United States Census Bureau tem uma área de
38,1 km², dos quais 38,0 km² cobertos por terra e 0,1 km² cobertos por água.

## Localidades na vizinhança
O diagrama seguinte representa as localidades num raio de 20 km ao redor de Oak Ridge.